# Maury (Karolina Północna)
Maury – jednostka osadnicza w Stanach Zjednoczonych, w stanie Karolina Północna, w hrabstwie Greene.